# Tifosi
Tifosi è un film del 1999, diretto da Neri Parenti.

## Trama
Il film racconta in chiave ironica la passione calcistica di alcuni tifosi, e scorre seguendo quattro diversi filoni narrativi che si svolgono intervallandosi, tutti legati a un particolare incontro.

### Atalanta – Napoli
Il ladruncolo napoletano Gennaro Scognamiglio, appena scarcerato, s'introduce in un ricco attico insieme all'amico Ferdinando al fine di saldare, con i proventi del furto che sta commettendo, un suo pesante debito che gli permetterà di salvare dalla strada sé stesso e la sua famiglia, composta da moglie e quattro figli, due maschi, Diego e Armando, e due femmine, Mara e Dona.
Trovato un decoder satellitare in salotto, Gennaro e Ferdinando finiscono per seguire la partita del loro amato Napoli contro l'Atalanta.
La voce si sparge in fretta, e, alla fine, per seguire la partita nel salotto dell'abitazione si riunisce quasi mezzo quartiere, tra cui due agenti di polizia, ignari del fatto di trovarsi lì dentro a seguito di un'effrazione.
Alla fine della partita, vinta 1-0 dai partenopei, Gennaro e Ferdinando si rimettono al lavoro e svuotano l'attico, salvo poi scoprire che esso appartiene proprio al loro idolo Diego Armando Maradona.
Con una scusa, i due riescono a rimettere a posto tutti i beni sottratti al calciatore, il quale solo alla fine scoprirà le loro intenzioni iniziali.
Maradona è colpito dalla loro ammirazione nei suoi confronti e si adopera per risolvere il problema economico di Gennaro, permettendo al suo usuraio, anch'egli tifoso del Napoli e ammiratore di Maradona, di fare autografi e foto con lui, e di rivenderseli.

### Lazio – Inter
Due divorziati e futuri consuoceri, il chirurgo e ginecologo laziale Cesare Proietti e il pilota interista dell'Alitalia Carlo Colombo, si ritrovano divisi dalla loro fede calcistica in occasione dell'incontro che vede affrontarsi le loro squadre, rovinando la giornata dei loro giovani figli appena fidanzati, la diciassettenne Marta Proietti e il giovanissimo sottoufficiale Fabrizio Colombo; per protesta contro i padri, troppo impegnati nei loro diverbi calcistici e che inoltre hanno innescato una rissa allo Stadio Olimpico una volta rincontrati in veste di tifosi, i due innamorati fuggono di casa, dopo aver spiegato loro che si sposeranno a breve, poiché Marta è incinta.
A quel punto, i due litiganti si riappacificano e cercano anche di farsi perdonare dai propri figli.

### Milan – Roma
Questo capitolo è il remake del terzo episodio del film Fratelli d'Italia (1989), con gli stessi attori protagonisti e lo stesso regista.
Il tassista milanese Silvio Galliani, sfegatato sostenitore del Milan, gioca una schedina a sistema del Totocalcio, non accorgendosi che essa riporta il pronostico "2" sulla partita che vede la sua squadra del cuore opposta alla Roma al Meazza nel posticipo serale.
Quando, alla fine degli incontri della domenica pomeriggio, si accorge di aver fatto 12, è costretto a scegliere tra tifare per la vittoria del Milan o sperare nella sua sconfitta per incassare una vincita miliardaria con il 13.
Si imbatterà in due pericolosi ultras romanisti, Fabio e Nando, che, venuti a Milano per seguire dal vivo la partita, gli procureranno innumerevoli guai.
Alla fine, la Roma vince 3-1 l'incontro con tripletta di Totti, ma Galliani non ne trarrà vantaggio, perché nell'esultanza del goal del temporaneo vantaggio del Milan aveva stracciato la schedina.

### Parma – Juventus
Uno sfegatato tifoso juventino, Vito La Monica, detto "Zebrone", dopo aver combinato l'ennesimo pasticcio e aver minacciato di suicidarsi dopo la sconfitta interna 0-1 della Juventus contro la Fiorentina a causa di un rigore, a suo dire, inesistente, viene bandito da tutti gli stadi per tre anni, ma riesce comunque a vedere la trasferta juventina a Parma, introducendosi nell'appartamento di Maria Luigia (alias Topa Gigia), ma ribattezzata come Pamela Anderson, una giovane signora invaghita di lui le cui finestre affacciano sullo stadio Tardini.
La bella donna è però dirimpettaia dei terribili fratelli Culatello, tre cattivissimi tifosi del Parma, banditi anch'essi dagli stadi.
I Culatello rapiscono "Zebrone" e lo rinchiudono nella sede del loro club, dove gli rubano la sua sciarpa bianconera già appartenuta a Platini, e lo costringono a proclamare frasi ingiuriose contro la sua squadra davanti a una videocamera.
Ma, improvvisamente, si sviluppa un incendio nei locali e "Zebrone", prima di fuggire, getta tra le fiamme la videocamera e, nel tentativo di salvare la sciarpa dal fuoco, soccorre involontariamente uno dei fratelli Culatello, rimasto intrappolato tra le fiamme, per poi riaggredirlo una volta in salvo.
La Juventus vince con il punteggio di 1-0, grazie a una rete irregolare che scatenerà nuove liti tra gli ultras.

## Riprese
Tra gli esterni del film figurano:
- lo stadio Olimpico e il ristorante (nella finzione) Dar Laziale in via dei Fienili (già utilizzato in C'eravamo tanto amati) a Roma;
- il carcere di Poggioreale a Napoli;
- lo Stadio Giuseppe Meazza e il Parco Sempione a Milano;
- lo Stadio Ennio Tardini a Parma;
- la Stazione Porta Nuova e lo Stadio delle Alpi a Torino.

Le stagioni calcistiche di serie A e B che compaiono nelle riprese sono quelle del 1998-99, ma all'interno del film figurano riferimenti a incontri e situazioni della stagione successiva, quella in cui il film fu distribuito nelle sale.

## Curiosità
- La fede calcistica dei personaggi principali del film è la stessa dei loro interpreti eccezion fatta per Diego Abatantuono, tifoso milanista che nel film interpreta lo juventino Zebrone, e per Bruno Gambarotta, storico fan del Torino ma giudice interista nel film. Discorso a parte va fatto per Christian De Sica, non molto appassionato di calcio divenuto tifoso "tiepido" della Lazio proprio grazie ai ruoli da supporter biancoleste assegnatigli, come da lui stesso dichiarato in alcune interviste[3].
- La musica iniziale del film è A Taste of Honey, sigla di Tutto il calcio minuto per minuto, mentre quella finale è Mambo No. 5 (A Little Bit Of…) di Lou Bega, sempre del 1999.
- Christian De Sica interpreta Cesare Proietti: anche in Fratelli d'Italia, Anni 90 e in Paparazzi aveva interpretato un personaggio con lo stesso nome e lo rifarà di nuovo quasi 20 anni dopo, nel 2018, in Amici come prima.
- L'episodio con Boldi, Bernabucci e Mattioli è stato ripreso dal film Fratelli d'Italia (1989), sempre di Parenti, con gli stessi attori e sempre con Boldi che da milanista si ritrova in balia di due ultras romanisti. Inoltre il personaggio interpretato da Massimo Boldi si chiama Silvio Galliani, fondendo il nome e cognome di Silvio Berlusconi e Adriano Galliani, al tempo rispettivamente proprietario e amministratore delegato del Milan.
- Nel film, Cesare Proietti e Carlo Colombo, attraverso le proprie gag e schermaglie, sembrerebbero raccontare un'acerrima rivalità tra laziali e interisti. Nella realtà, i tifosi della Lazio e dell'Inter sono gemellati.
- Uno dei fratelli Culatello si chiama Callisto, come Calisto Tanzi, storico proprietario e presidente del Parma all'epoca del film.
- La voce dell'addetto alla torre di controllo che si trova a discutere con Enzo Iacchetti per un rigore (poi trasformato da Ronaldo) fischiato ai danni del Bari è di Antonio Albanese.[4]
- Nel film le partite Atalanta-Napoli, Lazio-Inter, Milan-Roma e Parma-Juventus finiscono con i rispettivi punteggi: 0-1, 1-1, 1-3 e 0-1 e vengono disputate contemporaneamente, durante la stessa domenica. Nella realtà, le quattro sfide sono terminate con i seguenti punteggi: Atalanta-Napoli 1-1, Lazio-Inter 1-0, Milan-Roma 3-2 e Parma-Juventus 1-0 e nessuna di queste sfide si è disputata in contemporanea. I risultati sono estratti dal Campionato di Serie A e di Serie B della stagione calcistica 1998-99.
- Nel film, Francesco Totti realizza una tripletta che consente alla sua squadra di battere il Milan a San Siro. Nella realtà, il capitano della Roma non è mai riuscito in una simile impresa, ma per due volte è riuscito in campionato a realizzare una doppietta nell'impianto milanese quando la sua squadra affrontava il Milan, esattamente nel 2001 e nel 2006.